# Општина Стоенешти (Ђурђу)
Стоенешти (рум. Stoeneşti) општина је у Румунији у округу Ђурђу.
Oпштина се налази на надморској висини од 84 m.